# Montgibaud
Montgibaud – miejscowość i gmina we Francji, w regionie Nowa Akwitania, w departamencie Corrèze.
Według danych na rok 1990 gminę zamieszkiwało 216 osób, a gęstość zaludnienia wynosiła 15 osób/km² (wśród 747 gmin Limousin Montgibaud plasuje się na 417. miejscu pod względem liczby ludności, natomiast pod względem powierzchni na miejscu 460.).